# Bojná
Bojná é um município da Eslováquia, situado no distrito de Topoľčany, na região de Nitra. Tem 33,81 km² de área e sua população em 2018 foi estimada em 2.030 habitantes.

## Demografia
| Ano:        | 1994 | 2004   | 2014   | 2024   |
| ----------- | ---- | ------ | ------ | ------ |
| Broj ljudi: | 2064 | 1933   | 2033   | 1957   |
| Razlika:    |      | -6,34% | +5,17% | -3,73% |

| Ano:               | 2023 | 2024   |
| ------------------ | ---- | ------ |
| Número de pessoas: | 1967 | 1957   |
| Diferença:         |      | -0,50% |